# Văcărești (Harghita)

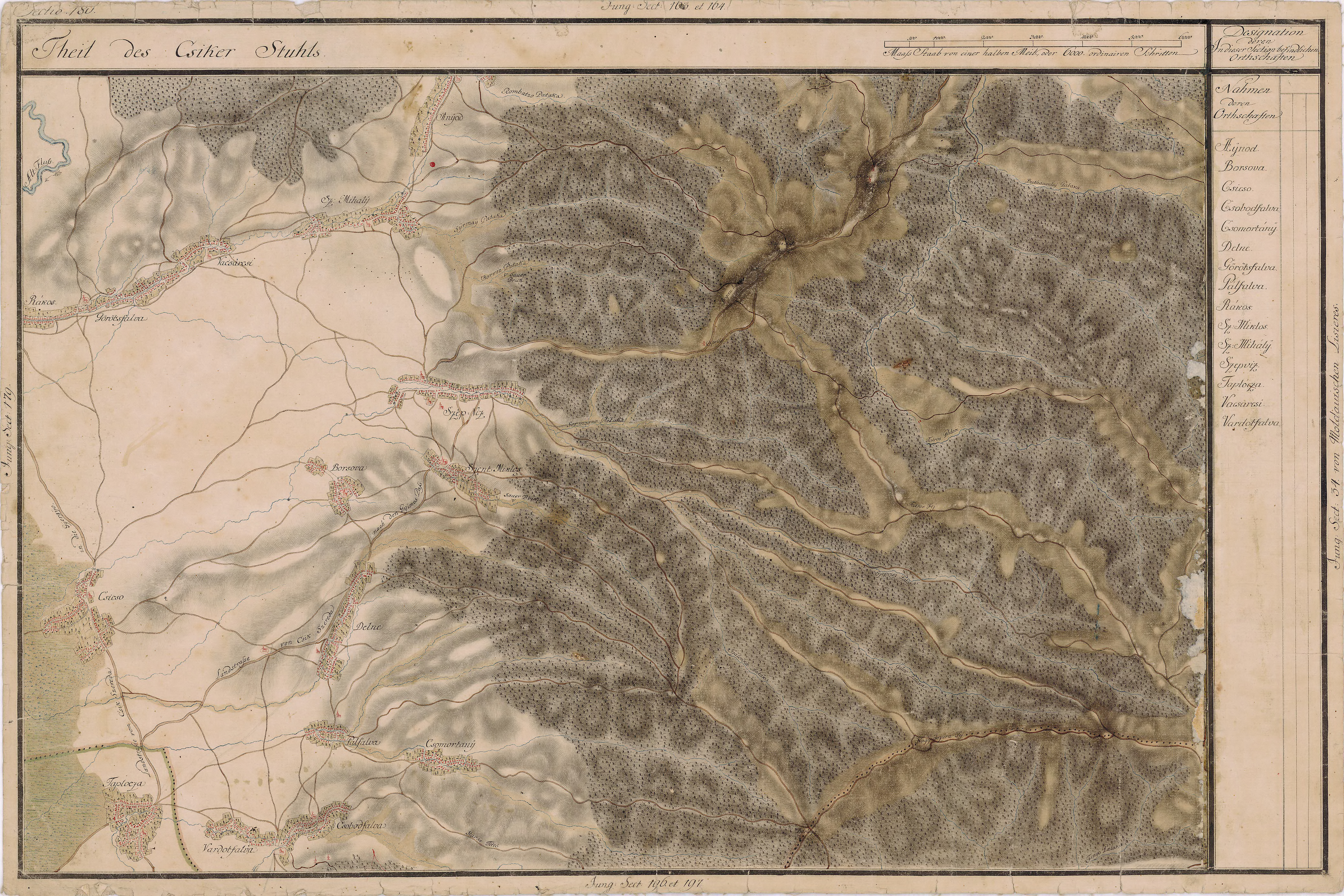
Văcărești op de Jozefijnse Landsopname van Transsylvanië, 1769-73

Văcărești (Hongaars: Vacsárcsi) is een dorp in het district Harghita, Transsylvanië, Roemenië.

## Ligging
Het dorp ligt 16 km ten noorden van Miercurea Ciuc, en 2 km ten zuidwesten van Mihăileni.